# Stenløse Kommune
| Strukturdaten       | Strukturdaten   |
| ------------------- | --------------- |
| Sitz der Verwaltung | Stenløse        |
| Fläche              | 65,34 km²       |
| Einwohner           | 13.470 (2006)   |
| Kommune seit 2007   | Egedal Kommune  |
| Website             | www.stenlose.dk |

Stenløse Kommune war bis Dezember 2006 eine dänische Kommune im damaligen Frederiksborg Amt im Nordosten der Insel Seeland. Seit Januar 2007 ist sie zusammen mit den ehemaligen Kommunen Ledøje-Smørum und Ølstykke Teil der neugebildeten Egedal Kommune. Stenløse liegt im nordwestlichen Vorortbereich von Kopenhagen.
Das Großsteingrab Stenløse By (Archiv-Nr. 010605-70) liegt zwischen Stenløse und Værebro.